# Klingstrup
Klingstrup er en gammel bispegård, som tilhørte Odense Stift før 1536. Gården ligger ved Vejstrup Å, i Skårup Sogn i Svendborg Kommune. Hovedbygningen er opført i 1820 som afløsning for en tidligere borggård med voldgrave.
Klingstrup Gods er på 238 hektar.

## Ejere af Klingstrup
- 1394 var den ejet af Johnannes Est de Cleynasthorp
- 1437 ejedes den af væbneren Krabbe
- (1490-1536) Odense Bispestol
- (1536-1564) Kronen
- (1564-1577) Lisbet Johansdatter Urne gift Lykke
- (1577-1593) Johan Bockholt
- (1593-1603) Bendix Hartvigsen
- (1603-1621) Susanne Lykke gift Hartvigsen
- (1621-1631) Mourids von Aschersleben / Claus Brockenhuus
- (1631-1637) Claus Brockenhuus
- (1637-1658) Henning Henningsen Valkendorf
- (1658) Margrethe Blome gift Valkendorf
- (1658-1665) Henning Henningsen Valkendorf
- (1665-1680) Kirsten Kruse gift Valkendorf
- (1680-1724) Jørgen Henning Henningsen Valkendorf
- (1724-1727) Helle Trolle gift Valkendorf
- (1727) Børge Jørgensen Valkendorf / Henning Christopher Jørgensen Valkendorf
- (1727-1740) Henning Christopher Jørgensen Valkendorf
- (1740-1772) Anne Margrethe von Halem gift Valkendorf
- (1772-1791) Charlotte Marie von Halem
- (1791) Hans Koefoed
- (1791-1801) Frederik Christian af Augustenborg
- (1801-1803) Hans Koefoed
- (1803-1810) Rasmus Rasmussen
- (1810-1811) Enke Fru gift (1) Rasmussen (2) True
- (1811-1837) Christen True
- (1837-1853) Rasmus Langkilde / Henrik Langkilde / Peter Mayntz
- (1853-1860) Rasmus Langkilde / Henrik Langkilde
- (1860-1877) Dorthea Helene Lollesgaard gift Langkilde
- (1877-1906) Hans Lauesen
- (1906-1910) Henrik Langkilde Lauesen
- (1910-1915) Margrethe Holck
- (1915-1916) N. Melgaard / S. Christensen
- (1916-1922) P. H. Tvede
- (1922-1927) C. J. Nielsen
- (1927-1970) Ulf Krabbe Schiøttz-Christensen
- (1970-1990) Leif Schiøttz-Christensen
- (1990-) Jørgen Schiøttz-Christensen

## Eksterne links
- Klingstrup på Historisk Atlas Arkiveret 4. februar 2022 hos  Wayback Machine
- Hjemmeside for Klingstrup Hovedgaard

55°06′32″N 10°41′23″Ø / 55.1089°N 10.6898°Ø